# Шолтиска
Шолтиска (словац. Šoltýska, угор. Újantalfalva) — село, громада в окрузі Полтар, Банськобистрицький край, центральна Словаччина. Кадастрова площа громади — 4,39 км². Населення — 105 осіб (за оцінкою на 31 грудня 2017 р.).
Перша згадка 1796 року.

## Населення
| Рік:            | 1994. | 2004.    | 2014.    | 2024.    |
| --------------- | ----- | -------- | -------- | -------- |
| Кількість осіб: | 184   | 156      | 120      | 71       |
| Різниця:        |       | -15,21 % | -23,07 % | -40,83 % |

| Рік:            | 2023. | 2024.   |
| --------------- | ----- | ------- |
| Кількість осіб: | 73    | 71      |
| Різниця:        |       | -2,73 % |